# Arrigo Protti
Arrigo Protti (Trieste, 24 gennaio 1898 – Mildab, 14 novembre 1936) è stato un militare italiano, insignito della medaglia d'oro al valor militare alla memoria nel corso delle grandi operazioni di polizia coloniale in Africa Orientale Italiana.

## Biografia
Nacque a Trieste il 24 gennaio 1898, figlio di Giuseppe e Virginia Ferniani. 
Irredentista, dopo l'inizio delle ostilità tra il Regno d'Italia e l'Impero austro-ungarico, il 24 maggio 1915, riuscì a sfuggire all'internamento decretatogli dalla polizia austriaca e si arruolò volontario nel Regio Esercito per combattere sul fronte italiano nelle file del 6º Reggimento bersaglieri. Nel novembre 1916 fu nominato aspirante ufficiale di complemento, divenendo sottotenente nel gennaio 1917 e tenente nell’ottobre dello stesso anno. Si distinse nelle operazioni belliche, tanto da venire decorato con una medaglia di bronzo e una croce di guerra al valor militare, ricevendo un encomio solenne da parte del generale comandante della 42ª Divisione. Posto in congedo alla fine del 1920, venne richiamato in servizio attivo l'anno dopo, venendo assegnato nel gennaio 1923 in servizio permanente effettivo presso il 3º Reggimento bersaglieri. Nell'agosto 1929 fu trasferito nel Regio corpo truppe coloniali della Tripolitania, trascorrendo in colonia quasi sei anni in servizio presso il VI Battaglione libico, dove conseguì la promozione a capitano nel luglio 1932. Al comando della 1ª Compagnia del III Battaglione libico, dopo l'inizio della guerra d'Etiopia partì per la Somalia italiana, imbarcandosi a Tobruk il 5 febbraio 1936. Partecipò alle operazioni belliche e poi alle prime grandi operazioni di polizia coloniale. Decorato con una medaglia d'argento al valor militare, rimase gravemente ferito in combattimento a Mildab il 9 novembre 1936. Decedette il 14 dello stesso mese presso l'ospedale n. 2469 di Harrar a seguito delle ferite riportate e fu decorato con la medaglia d'oro al valor militare alle memoria.

### Fonti
1. 1 2 3 4 5 6 7 8 9  Combattenti Liberazione.
2. 1 2 3  Gruppo Medaglie d'Oro al Valor Militare 1965, p. 202.
3. ↑   Medaglia d'oro al valor militare Protti, Arrigo, su quirinale.it, Quirinale. URL consultato l'11 luglio 2021.